# Maria de la Esperanza di Borbone-Due Sicilie
Principessa Maria de la Esperanza Amalia Raniera Maria Rosario Luisa Gonzaga di Borbone-Due Sicilie (Madrid, 14 giugno 1914 – Villamanrique de la Condesa, 8 agosto 2005) era la figlia minore del principe Carlo Tancredi di Borbone-Due Sicilie e di sua moglie la principessa Luisa d'Orléans. Maria Esperanza è stata Imperatrice titolare del Brasile attraverso suo marito il principe Pietro Gastone d'Orléans-Braganza, che era uno dei pretendenti al trono brasiliano come Imperatore del Brasile titolare e capo del ramo di Petrópolis della Casata Imperiale Brasiliana. Maria Esperanza era anche una zia di Juan Carlos I di Spagna, figlio di sua sorella Maria Mercedes.

## Matrimonio e figli
Maria Esperanza sposò il Pietro Gastone d'Orléans-Braganza, figlio del principe Pietro d'Alcantara d'Orléans-Braganza e di sua moglie la Contessa Elisabetta Dobrzensky de Dobrzenicz, il 18 dicembre 1944 a Siviglia. Maria Esperanza e Pietro Gastone ebbero sei figli:
- Principe Pietro Carlo d'Orléans-Braganza (n. 31 ottobre 1945), successe al padre come pretendente al trono imperiale brasiliano nel 2007.
- Principessa Maria da Gloria d'Orléans-Braganza (n. 13 dicembre 1946), ex-principessa ereditaria di Jugoslavia
- Principe Alfonso Edoardo d'Orléans-Braganza (n. 25 aprile 1948)
- Prince Emanuele Alvaro d'Orléans-Braganza (n. 17 giugno 1949)
- Principessa Cristina Maria d'Orléans-Braganza (n. 16 ottobre 1950)
- Principe Francesco Umberto d'Orléans-Braganza (n. 9 dicembre 1956)

## Titoli, trattamento, onorificenze e stemma

### Titoli e trattamento
- Sua Altezza Reale Principessa Doña Maria de la Esperanza delle Due Sicilie (14 giugno 1914 - 8 dicembre 1944)
- Sua Altezza Reale Principessa Doña Maria de la Esperanza d'Orleans-Braganza, Principessa di Borbone-Due Sicilie (8 dicembre 1944 - 8 agosto 2005)

## Albero genealogico
|                                                     |                              |                                       | Genitori                                   |  |  | Nonni |  |  | Bisnonni                        |  |  | Trisnonni                     |  |
|                                                     |                              |                                       |                                            |  |  |       |  |  | Ferdinando II delle Due Sicilie |  |  | Francesco I delle Due Sicilie |  |
|                                                     |                              |                                       |                                            |  |  |       |  |  | Ferdinando II delle Due Sicilie |  |  | Francesco I delle Due Sicilie |  |
|                                                     |                              | Maria Isabella di Borbone-Spagna      |                                            |  |  |       |  |  | Ferdinando II delle Due Sicilie |  |  |                               |  |
| Alfonso di Borbone-Due Sicilie                      |                              |                                       |                                            |  |  |       |  |  | Ferdinando II delle Due Sicilie |  |  |                               |  |
|                                                     |                              | Maria Teresa d'Asburgo-Teschen        | Carlo d'Asburgo-Teschen                    |  |  |       |  |  |                                 |  |  |                               |  |
|                                                     |                              | Maria Teresa d'Asburgo-Teschen        | Carlo d'Asburgo-Teschen                    |  |  |       |  |  |                                 |  |  |                               |  |
|                                                     |                              | Maria Teresa d'Asburgo-Teschen        | Enrichetta di Nassau-Weilburg              |  |  |       |  |  |                                 |  |  |                               |  |
| Carlo Tancredi di Borbone-Due Sicilie               |                              | Maria Teresa d'Asburgo-Teschen        |                                            |  |  |       |  |  |                                 |  |  |                               |  |
|                                                     |                              | Principe Francesco, Conte di Trapani  | Francesco I delle Due Sicilie              |  |  |       |  |  |                                 |  |  |                               |  |
|                                                     |                              | Principe Francesco, Conte di Trapani  | Francesco I delle Due Sicilie              |  |  |       |  |  |                                 |  |  |                               |  |
|                                                     |                              | Principe Francesco, Conte di Trapani  | Maria Isabella di Borbone-Spagna           |  |  |       |  |  |                                 |  |  |                               |  |
| Principessa Maria Antonietta di Borbone-Due Sicilie |                              | Principe Francesco, Conte di Trapani  |                                            |  |  |       |  |  |                                 |  |  |                               |  |
|                                                     |                              | Arciduchessa Maria Isabella d'Austria | Leopoldo II, Granduca di Toscana           |  |  |       |  |  |                                 |  |  |                               |  |
|                                                     |                              | Arciduchessa Maria Isabella d'Austria | Leopoldo II, Granduca di Toscana           |  |  |       |  |  |                                 |  |  |                               |  |
|                                                     |                              | Arciduchessa Maria Isabella d'Austria | Maria Antonia di Borbone-Due Sicilie       |  |  |       |  |  |                                 |  |  |                               |  |
| Maria Esperanza di Borbone-Due Sicilie              |                              | Arciduchessa Maria Isabella d'Austria |                                            |  |  |       |  |  |                                 |  |  |                               |  |
|                                                     | Ferdinando Filippo d'Orléans | Luigi Filippo di Francia              |                                            |  |  |       |  |  |                                 |  |  |                               |  |
|                                                     | Ferdinando Filippo d'Orléans | Luigi Filippo di Francia              |                                            |  |  |       |  |  |                                 |  |  |                               |  |
|                                                     | Ferdinando Filippo d'Orléans | Maria Amalia di Borbone-Due Sicilie   |                                            |  |  |       |  |  |                                 |  |  |                               |  |
| Luigi Filippo Alberto d'Orléans                     | Ferdinando Filippo d'Orléans |                                       |                                            |  |  |       |  |  |                                 |  |  |                               |  |
|                                                     |                              | Elena di Meclemburgo-Schwerin         | Federico Ludovico di Meclemburgo-Schwerin  |  |  |       |  |  |                                 |  |  |                               |  |
|                                                     |                              | Elena di Meclemburgo-Schwerin         | Federico Ludovico di Meclemburgo-Schwerin  |  |  |       |  |  |                                 |  |  |                               |  |
|                                                     |                              | Elena di Meclemburgo-Schwerin         | Carolina Luisa di Sassonia-Weimar-Eisenach |  |  |       |  |  |                                 |  |  |                               |  |
| Luisa d'Orléans                                     |                              | Elena di Meclemburgo-Schwerin         |                                            |  |  |       |  |  |                                 |  |  |                               |  |
|                                                     |                              | Antonio d'Orléans                     | Luigi Filippo di Francia                   |  |  |       |  |  |                                 |  |  |                               |  |
|                                                     |                              | Antonio d'Orléans                     | Luigi Filippo di Francia                   |  |  |       |  |  |                                 |  |  |                               |  |
|                                                     |                              | Antonio d'Orléans                     | Maria Amalia di Borbone-Due Sicilie        |  |  |       |  |  |                                 |  |  |                               |  |
| Maria Isabella d'Orléans                            |                              | Antonio d'Orléans                     |                                            |  |  |       |  |  |                                 |  |  |                               |  |
|                                                     |                              | Luisa Ferdinanda di Borbone-Spagna    | Ferdinando VII di Spagna                   |  |  |       |  |  |                                 |  |  |                               |  |
|                                                     |                              | Luisa Ferdinanda di Borbone-Spagna    | Ferdinando VII di Spagna                   |  |  |       |  |  |                                 |  |  |                               |  |
|                                                     |                              | Luisa Ferdinanda di Borbone-Spagna    | Maria Cristina di Borbone-Due Sicilie      |  |  |       |  |  |                                 |  |  |                               |  |
|                                                     |                              | Luisa Ferdinanda di Borbone-Spagna    |                                            |  |  |       |  |  |                                 |  |  |                               |  |